# 王芝秋
王芝秋（1935年9月15日—2022年12月31日），男，汉族，河北静海人，中国舰船动力学家，哈尔滨工程大学教授，享受国务院政府特殊津贴专家。